# Profumo (film 1987)
Profumo è un film italiano del 1987, diretto da Giuliana Gamba.

## Trama
Stanca delle perversioni sessuali del marito Guido, la bella Lorenza scappa ed intraprende una relazione con il giovane giardiniere statunitense Edward. Guido non accetta di essere stato lasciato, spia i due amanti e cerca di rapire la moglie facendo picchiare Edward dai suoi scagnozzi. Decisa a tutto pur di liberarsi dalla pressante presenza del marito, Lorenza si vendica in modo spietato: approfittando della bellezza androgina di Edward, lo traveste da donna e fa in modo che Guido si faccia prendere dalla passione dal travestito allo scopo poi di umiliarlo. Guido inizialmente cade nella trappola, ma, scoperta la verità, torna ad abusare sessualmente della moglie che, esasperata, lo uccide sparandogli. Lorenza quindi accompagna Edward all'aeroporto per farlo rientrare negli Stati Uniti mentre lei si consegna alla polizia; verrà condannata a 16 anni di reclusione e non vedrà mai più Edward.